# Brdo (Luže)
Brdo (německy Bird) je malá vesnice, část města Luže v okrese Chrudim. Nachází se asi 4 km na jihovýchod od Luže. V roce 2009 zde bylo evidováno 28 adres. V roce 2001 zde trvale žilo 50 obyvatel.
Brdo leží v katastrálním území Doly o výměře 5,99 km2.